# Chlanidophora culleni
Chlanidophora culleni là một loài bướm đêm trong họ Noctuidae.